# Zopetspitze
La Zopetspitze, dit aussi Zopatspitze ou Zopatspitz, est une montagne qui s’élève à 3 198 m d’altitude dans les Hohe Tauern, en Autriche.